# Nowolatiwka
Nowolatiwka (ukrainisch Новолатівка; russisch Новолатовка Nowolatowka) ist ein Dorf im Südwesten der ukrainischen Oblast Dnipropetrowsk mit etwa 500 Einwohnern.
Das Dorf entstand 1961 als Siedlung, bekam offiziell am 24. April 2003 den Status eines Dorfes und liegt östlich des Inhulez und westlich der ukrainischen Regionalstraße R-74, 17 Kilometer südöstlich der Rajonshauptstadt Krywyj Rih und 150 Kilometer südwestlich der Oblasthauptstadt Dnipro, die ehemalige Rajonshauptstadt Schyroke befindet sich 8 Kilometer südlich.

## Verwaltungsgliederung
Am 15. August 2016 wurde das Dorf zum Zentrum der neugegründeten Landgemeinde Nowolatiwka (Новолатівська сільська громада/Nowolatiwska silska hromada). Zu dieser zählen auch die 10 in der untenstehenden Tabelle aufgelisteten Dörfer, bis dahin bildete es zusammen mit den Dörfern Inhulez, Latiwka, Nowoseliwka und Starodobrowilske die gleichnamige Landratsgemeinde Nowolatiwka (Новолатівська сільська рада/Nowolatiwska silska rada) im Südosten des Rajons Schyroke.
Am 17. Juli 2020 kam es im Zuge einer großen Rajonsreform zum Anschluss des Rajonsgebietes an den Rajon Krywyj Rih.
Folgende Orte sind neben dem Hauptort Nowolatiwka Teil der Gemeinde:
| Name                     | Name               | Name                                    |
| ukrainisch transkribiert | ukrainisch         | russisch                                |
| ------------------------ | ------------------ | --------------------------------------- |
| Inhulez                  | Інгулець           | Ингулец (Ingulez)                       |
| Kurhanka                 | Курганка           | Курганка (Kurganka)                     |
| Latiwka                  | Латівка            | Латовка (Latowka)                       |
| Makariwka                | Макарівка          | Макаровка (Makarowka)                   |
| Nowe                     | Нове               | Новое (Nowoje)                          |
| Nowoseliwka              | Новоселівка        | Новосёловка (Nowosjolowka)              |
| Selena Balka             | Зелена Балка       | Зелёная Балка (Seljonaja Balka)         |
| Schwedowe                | Шведове            | Шведово (Schwedowo)                     |
| Starodobrowilske         | Стародобровільське | Стародобровольское (Starodobrowolskoje) |
| Tscherwonyj Ranok        | Червоний Ранок     | Червоный Ранок (Tscherwony Ranok)       |